# 국가지원지방도 제68호선
국가지원지방도 제68호선은 충청남도 서천군 장항읍 장암리에서 경상북도 경주시 용강동 황성지하도네거리를 잇는 대한민국의 국가지원지방도이다.

## 역사
1994년 '장항 ~ 영일선'이라는 이름으로 국도 제68호선을 신설하기로 계획되었던 도로가 시초이며, 당시 연장은 253km로 정해져 있었다. 그러나 국가 재정 부족으로 국도로 승격되지 못했으며 구상된 노선은 폐기되지 않고 경주까지 연장해 국가지원지방도로 지정되었다. 2006년 기점을 충청남도 서천군 장항읍에서 전라북도 군산시 옥도면으로 연장했다가 2008년 연장 구간이 국도 제4호선으로 승격되면서 다시 본래 노선으로 환원되었다.
- 1996년 7월 19일 : 충청남도 서천군 장항읍 ~ 경상북도 경주시 구간을 국가지원지방도 제68호 서천 ~ 경주선으로 지정[1]
- 1999년 8월 23일 : 서천군 마서면 도삼리 ~ 장항읍 장암리 8.55 km 구간 개통[2]
- 2001년 9월 22일 : 포항시 북구 죽장면 상옥리 ~ 청하면 유계리 5.47 km 구간 개통[3]
- 2002년 6월 1일 : 안덕교(청송군 안덕면 명당리) 1.07 km 구간 재시공 개통[4]
- 2002년 6월 25일 : 소보우회도로(군위군 소보면 송원리) 900m 구간 개통[5]
- 2002년 7월 27일 : 2002년 12월까지 연무 나들목 일대 확장을 위해 충청남도 논산시 연무읍 신화리 1.21 km 구간 도로구역 변경[6]
- 2005년 1월 20일 : 금산군 금산읍 중도리 ~ 제원면 명암리 3.8 km 구간 확장 개통[7]
- 2006년 12월 21일 : 기점을 충청남도 서천군 장항읍에서 전라북도 군산시 옥도면으로 연장해 국가지원지방도 제68호 군산 ~ 경주선으로 노선 변경[8]
- 2008년 1월 3일 : 기점이 전라북도 군산시 옥도면에서 충청남도 서천군 장항읍으로 환원되어 국가지원지방도 제68호 서천 ~ 경주선으로 변경[9]
- 2008년 2월 17일 : 안강 ~ 현곡간 도로(경주시 안강읍 갑산리 갑산IC ~ 현곡면 금장리 금장교) 14.052 km 구간 확장 개통[10]
- 2008년 12월 23일 : 안강 ~ 현곡간 도로(경주시 안강읍 안강리 안강IC ~ 갑산리 갑산IC) 2.732 km 구간 확장 개통[11]
- 2008년 12월 26일 : 충청북도 구간 도로구역 지정[12]
- 2009년 8월 24일 : 달산 도로(군위군 소보면 달산리) 500m 구간 선형개량 개통[13]
- 2011년 1월 10일 : 옥성 ~ 선산간 도로 1공구(구미시 옥성면 덕촌리 ~ 선산읍 이문리) 3.97 km 구간 확장 개통, 기존 2.43 km 구간 폐지[14]
- 2012년 4월 27일 : 금산IC ~ 충북도계 도로건설공사에 의해 영동군 양산면 가선리 1.12 km 구간 도로구역 변경[15]
- 2012년 5월 11일 : 옥성 ~ 선산간 도로 2공구(구미시 선산읍 봉곡리 ~ 포상리) 1.51 km 구간 확장 개통, 기존 1.57 km 구간 폐지[16]
- 2014년 9월 11일 : 금성 도로(의성군 금성면 산운리 ~ 수정리) 1.14 km 구간 확장 개통, 기존 1.22 km 구간 폐지[17]
- 2014년 12월 31일 : 강경 ~ 연무간 도로(전라북도 익산시 망성면 신작리 ~ 충청남도 논산시 연무읍 안심리) 8.4 km 구간 개통[18]
- 2015년 1월 30일 : 강경 ~ 연무간 도로 개통으로 인해 논산시 강경읍 채산리 ~ 연무읍 안심리 5.72 km 기존 구간 폐지[19]
- 2017년 7월 11일 : 금산IC ~ 충북도계간 도로(금산군 제원면 천내리 2.97 km, 영동군 양산면 가선리 1.12 km) 구간 임시 개통[20][21]
- 2018년 4월 20일 : 금산IC ~ 충북도계간 도로 개통으로 인해 기존 금산군 제원면 천내리 총 1.84 km 구간 폐지[22]
- 2018년 11월 20일 : 가야곡 ~ 양촌간 도로(논산시 양촌면 모촌리 ~ 거사리) 2.9 km 구간 확장 개통, 기존 논산시 양촌면 모촌리 490m 구간 폐지[23]
- 2024년 2월 29일 : 의성 장리도로(의성군 가음면 장리) 327m 구간 개량 개통, 기존 315m 구간 폐지[24]

## 주요 경유지
충청남도
- 서천군 (장항읍 - 화양면 - 한산면) - 부여군 (양화면 - 임천면 - 세도면) - 논산시 (강경읍 - 채운면)

전북특별자치도
- 익산시 망성면

충청남도
- 논산시 (연무읍 - 가야곡면 - 양촌면 - 벌곡면) - 금산군 (진산면 - 금성면) - 금산읍 - 남일면 - 부리면 - 제원면)

충청북도
- 영동군 (양산면 - 학산면 - 양강면 - 영동읍 - 황간면)

경상북도
- 상주시 (모동면 - 공성면) - 구미시 (무을면 - 선산읍 - 옥성면 - 선산읍 - 도개면)

대구광역시
- 군위군 (소보면 - 군위읍)

경상북도
- 의성군 (봉양면 - 의성읍 - 금성면 - 가음면 - 춘산면) - 청송군 (현서면 - 안덕면 - 현동면 - 부남면 - 포항시 북구 (죽장면 - 신광면 - 청하면 - 신광면) - 경주시 (안강읍 - 현곡면)

## 노선

### 충청남도(전북특별자치도익산시서부 지역)
| 이름                                 | 접속 노선                                     | 소재지 | 소재지                  | 비고                 |
| ------------------------------------ | --------------------------------------------- | ------ | ----------------------- | -------------------- |
| 장암리                               |                                               | 서천군 | 장항읍                  | 시점                 |
| 장암지하차도                         |                                               | 서천군 | 장항읍                  |                      |
| 장암사거리                           | 화송길                                        | 서천군 | 장항읍                  |                      |
| 장항해양사무소                       | 지방도 제611호선 (장마로)                     | 서천군 | 장항읍                  |                      |
| 물양장사거리                         | 장항로172번길                                 | 서천군 | 장항읍                  |                      |
| 장항항                               | 장서로                                        | 서천군 | 장항읍                  |                      |
| 등기소네거리                         | 장항로                                        | 서천군 | 장항읍                  |                      |
| 원수삼거리                           | 국도 제4호선 국도 제77호선 (대백제로)         | 서천군 | 장항읍                  |                      |
| 산업단지삼거리                       | 장항공단길                                    | 서천군 | 장항읍                  |                      |
| 원수교                               |                                               | 서천군 | 장항읍                  |                      |
|                                      | 마서면                                        | 서천군 |                         |                      |
| 김인전공원                           |                                               | 서천군 |                         |                      |
| 하구둑사거리                         | 국도 제21호선 (금강로) 국도 제29호선 (장산로) | 서천군 | 국도 제29호선과 중복    |                      |
| 망월1교                              |                                               | 서천군 | 국도 제29호선과 중복    |                      |
|                                      | 화양면                                        | 서천군 | 국도 제29호선과 중복    |                      |
| 망월2교                              | 망월길                                        | 서천군 | 국도 제29호선과 중복    |                      |
| 옥포교                               |                                               | 서천군 | 국도 제29호선과 중복    |                      |
| 옥포사거리                           | 국도 제29호선 (장산로) 화산로                 | 서천군 | 국도 제29호선과 중복    |                      |
| 옥포리                               | 옥포길                                        | 서천군 |                         |                      |
| 와초리                               | 화한로                                        | 서천군 |                         |                      |
| 완포리 화촌리 죽산리                 |                                               | 서천군 | 미개통 구간             |                      |
| 용산리 화곡리                        |                                               | 서천군 | 미개통 구간             | 한산면               |
| 신성리                               | 지방도 제613호선 (신성로)                     | 서천군 | 미개통 구간             | 한산면               |
| 시음리                               | 양화서로                                      | 부여군 | 미개통 구간             | 양화면               |
| 황골사거리                           | 지방도 제723호선 (백제로) 내성로              | 부여군 | 지방도 제723호선과 중복 | 양화면               |
| (내성2리)                            | 지방도 제723호선 (망배로)                     | 부여군 | 지방도 제723호선과 중복 | 양화면               |
| 양화초등학교 교차로                  | 국도 제29호선 (충절로)                        | 부여군 | 국도 제29호선과 중복    | 양화면               |
| 양화중학교                           |                                               | 부여군 | 국도 제29호선과 중복    | 양화면               |
| 입포삼거리                           | 입포로                                        | 부여군 | 국도 제29호선과 중복    | 양화면               |
| 입포교                               |                                               | 부여군 | 국도 제29호선과 중복    | 양화면               |
| 탑산리삼거리                         | 팔충로                                        | 부여군 | 국도 제29호선과 중복    | 임천면               |
| 봉황교                               |                                               | 부여군 | 국도 제29호선과 중복    | 임천면               |
| 만사삼거리                           | 국도 제29호선 (충절로)                        | 부여군 | 국도 제29호선과 중복    | 임천면               |
| 방천교                               |                                               | 부여군 |                         | 임천면               |
| 부여임천농공단지                     | 부흥로171번길                                 | 부여군 |                         | 임천면               |
| 예사랑실버웰요양원 (구 칠산초등학교) |                                               | 부여군 |                         | 임천면               |
| 사동교                               |                                               | 부여군 |                         | 임천면               |
|                                      | 세도면                                        | 부여군 |                         |                      |
| 세도중학교                           |                                               | 부여군 |                         |                      |
| 세도삼거리                           | 세도중앙로                                    | 부여군 |                         |                      |
| 새울고개                             |                                               | 부여군 |                         |                      |
| 청포삼거리                           | 청송로                                        | 부여군 |                         |                      |
| 가회리                               | 지방도 제625호선                              | 부여군 | 미개통                  |                      |
| 황산대교                             |                                               | 부여군 |                         |                      |
|                                      | 논산시                                        | 강경읍 |                         |                      |
| 황산삼거리                           | 논산시                                        | 강경읍 | 금백로                  |                      |
| (채산리 회전 교차로)                 | 논산시                                        | 강경읍 | 계백로                  |                      |
| 강경중학교앞 교차로                  | 논산시                                        | 강경읍 | 국도 제23호선 (강경로)  | 국도 제23호선과 중복 |
| 망성도정공장                         | 논산시                                        | 강경읍 |                         | 국도 제23호선과 중복 |

- 2014년 이전 구간 : (채산리 회전 교차로) - (황산삼거리) - 대흥교 - 강경읍사무소 - 강경과선교 - 산양사거리 - 제내교

### 전북특별자치도익산시
| 이름        | 접속 노선                 | 소재지 | 소재지 | 비고                 |
| ----------- | ------------------------- | ------ | ------ | -------------------- |
| 망성 교차로 | 국도 제23호선 (익산대로)  | 익산시 | 망성면 | 국도 제23호선과 중복 |
| (교량)      |                           | 익산시 | 망성면 |                      |
| 신작 교차로 | 지방도 제799호선 (여강로) | 익산시 | 망성면 |                      |

### 충청남도(전북특별자치도익산시동부 지역)
| 이름                                              | 접속 노선                                      | 소재지 | 소재지                  | 비고                                    |
| ------------------------------------------------- | ---------------------------------------------- | ------ | ----------------------- | --------------------------------------- |
| 한국폴리텍대학 바이오대학입구 교차로              |                                                | 논산시 | 강경읍                  |                                         |
| 채운1교                                           |                                                | 논산시 | 강경읍                  |                                         |
| 채운 교차로 (채운2교)                             | 동안로                                         | 논산시 | 강경읍                  | 경주 방면 진입 불가 서천 방면 진출 불가 |
| 강경천교                                          |                                                | 논산시 | 강경읍                  |                                         |
|                                                   | 채운면                                         | 논산시 |                         |                                         |
| 평촌 교차로                                       | 동안로                                         | 논산시 | 연무읍                  |                                         |
| 연무 나들목 (연무IC 교차로)                       | 25호선 논산천안고속도로                        | 논산시 | 연무읍                  |                                         |
| 화정 교차로                                       | 동안로                                         | 논산시 | 연무읍                  |                                         |
| (교량)                                            |                                                | 논산시 | 연무읍                  |                                         |
| (교량)                                            |                                                | 논산시 | 연무읍                  |                                         |
|                                                   | 채운면                                         | 논산시 |                         |                                         |
| 심암사거리                                        | 연은로                                         | 논산시 |                         |                                         |
| 심암사거리                                        | 연은로                                         | 논산시 | 연무읍                  |                                         |
| 안심리                                            | 동안로                                         | 논산시 |                         |                                         |
| (연무회전교차로)                                  | 안심로 동안로857번길                           | 논산시 |                         |                                         |
| 연무시외버스정류장                                |                                                | 논산시 |                         |                                         |
| 연무여중사거리                                    | 동안로887번길 동안로888번길                    | 논산시 |                         |                                         |
| 동산 교차로                                       | 국도 제1호선 (득안대로)                        | 논산시 |                         |                                         |
| 논산 나들목 (논산IC사거리)                        | 호남고속도로지선 감바위로                      | 논산시 |                         |                                         |
| 가야곡농공단지                                    | 가야공단로길                                   | 논산시 | 가야곡면                |                                         |
| 노래골삼거리                                      | 매죽헌로                                       | 논산시 | 가야곡면                |                                         |
| 야촌사거리                                        | 지방도 제643호선 (원앙로)                      | 논산시 | 가야곡면                |                                         |
| 육곡교                                            |                                                | 논산시 | 가야곡면                |                                         |
| 육곡삼거리                                        | 매죽헌로 육곡길                                | 논산시 | 가야곡면                |                                         |
| 가야곡면사무소 강청교 가야곡초등학교 가야곡중학교 |                                                | 논산시 | 가야곡면                |                                         |
| 강청사거리                                        | 가야로                                         | 논산시 | 가야곡면                |                                         |
| 함산초등학교 (폐교)                               |                                                | 논산시 | 가야곡면                |                                         |
| 신흥교                                            |                                                | 논산시 | 가야곡면                |                                         |
|                                                   | 양촌면                                         | 논산시 |                         |                                         |
| 신흥삼거리                                        | 지방도 제697호선 (황산벌로)                    | 논산시 | 지방도 제697호선과 중복 |                                         |
| (웅천교 북단)                                     | 지방도 제697호선 (황산벌로)                    | 논산시 | 지방도 제697호선과 중복 |                                         |
| 양촌 나들목 (모촌 교차로)                         | 호남고속도로지선                               | 논산시 | 하이패스 전용           |                                         |
| 양촌초등학교 장원분교 (폐교)                      |                                                | 논산시 |                         |                                         |
| 덕목터널                                          |                                                | 논산시 | 벌곡면                  | 연장 125m                               |
| 한덕삼거리                                        | 대둔로                                         | 논산시 | 벌곡면                  |                                         |
| 한삼천교 벌곡중학교 (폐교)                        |                                                | 논산시 | 벌곡면                  |                                         |
| 덕곡삼거리                                        | 매죽헌로                                       | 논산시 | 벌곡면                  |                                         |
| 도산초등학교                                      |                                                | 논산시 | 벌곡면                  |                                         |
| 제2향정교                                         |                                                | 금산군 | 진산면                  |                                         |
| 태고사삼거리                                      | 청림동로                                       | 금산군 | 진산면                  |                                         |
| 두지삼거리                                        | 실학로                                         | 금산군 | 진산면                  |                                         |
| 갑암교                                            |                                                | 금산군 | 진산면                  |                                         |
| 진산삼거리                                        | 국도 제17호선 (대둔산로)                       | 금산군 | 진산면                  | 국도 제17호선과 중복                    |
| 읍내삼거리                                        | 대둔산로                                       | 금산군 | 진산면                  | 국도 제17호선과 중복                    |
| 진산초등학교 진산합동정류소 진산면 행정복지센터   |                                                | 금산군 | 진산면                  | 국도 제17호선과 중복                    |
| 진산파출소                                        | 대둔산로                                       | 금산군 | 진산면                  | 국도 제17호선과 중복                    |
| 금산하이텍고등학교 진산중학교                     |                                                | 금산군 | 진산면                  | 국도 제17호선과 중복                    |
| 읍내리 교차로                                     | 당디로                                         | 금산군 | 진산면                  | 국도 제17호선과 중복                    |
| 방축삼거리                                        | 국도 제17호선 (대둔산로)                       | 금산군 | 진산면                  | 국도 제17호선과 중복                    |
| 방축교                                            |                                                | 금산군 | 진산면                  |                                         |
| 부암삼거리                                        | 지방도 제635호선 (휴양림로)                    | 금산군 | 진산면                  | 지방도 제635호선과 중복                 |
| 부암교                                            |                                                | 금산군 | 진산면                  | 지방도 제635호선과 중복                 |
| 부암사거리                                        | 지방도 제635호선 (배내미로) 화엄로             | 금산군 | 진산면                  | 지방도 제635호선과 중복                 |
| 만락교 만악초등학교 (폐교)                        |                                                | 금산군 | 진산면                  |                                         |
| 소란재                                            |                                                | 금산군 | 진산면                  |                                         |
|                                                   | 금성면                                         | 금산군 |                         |                                         |
| 금성면 행정복지센터 금성초등학교 상가교           |                                                | 금산군 |                         |                                         |
| 도곡삼거리                                        | 잔실길 파초길                                  | 금산군 |                         |                                         |
| 양전교                                            |                                                | 금산군 |                         |                                         |
| 이슬공원 교차로                                   | 무금로                                         | 금산군 |                         |                                         |
| 금산생활체육관                                    |                                                | 금산군 |                         |                                         |
| (주공2단지)                                       | 비단로                                         | 금산군 | 금산읍                  |                                         |
| 아인사거리                                        | 비호로                                         | 금산군 | 금산읍                  |                                         |
| 박금교                                            |                                                | 금산군 | 금산읍                  |                                         |
| 금산우체국                                        | 인삼로                                         | 금산군 | 금산읍                  |                                         |
| 우체국사거리                                      | 국도 제13호선 국가지원지방도 제55호선 (금산로) | 금산군 | 금산읍                  |                                         |
| 금산초등학교                                      |                                                | 금산군 | 금산읍                  |                                         |
| 금삼교사거리 (회전교차로)                         | 비단로                                         | 금산군 | 금산읍                  |                                         |
| 중도교                                            |                                                | 금산군 | 금산읍                  |                                         |
| 중도오거리                                        | 국도 제37호선 (무금로) 인삼광장로              | 금산군 | 금산읍                  |                                         |
| 금산경찰서                                        |                                                | 금산군 | 금산읍                  |                                         |
| 인삼터널                                          |                                                | 금산군 | 금산읍                  | 연장 100m                               |
| 창평 교차로                                       | 창평로                                         | 금산군 | 금산읍                  |                                         |
| 창평 교차로                                       | 창평로                                         | 금산군 | 제원면                  |                                         |
| 금산 나들목                                       | 통영대전고속도로                               | 금산군 |                         |                                         |
| 기사대교                                          |                                                | 금산군 |                         |                                         |
| 명암삼거리                                        |                                                | 금산군 |                         |                                         |
| 제원중학교                                        |                                                | 금산군 |                         |                                         |
| 제원우체국                                        | 제원로                                         | 금산군 |                         |                                         |
| 제원삼거리                                        | 지방도 제601호선 (군북로)                      | 금산군 | 지방도 제601호선과 중복 |                                         |
| 제원교                                            |                                                | 금산군 | 지방도 제601호선과 중복 |                                         |
| (제원대교 남단)                                   | 지방도 제601호선 (용화로)                      | 금산군 | 지방도 제601호선과 중복 |                                         |
| 제원대교                                          |                                                | 금산군 |                         |                                         |
| 천내 교차로                                       |                                                | 금산군 |                         |                                         |
| 천내터널                                          |                                                | 금산군 | 연장 142m               |                                         |
| 원골 교차로                                       | 금강로                                         | 금산군 |                         |                                         |
| 천내교                                            |                                                | 금산군 |                         |                                         |
| 부엉산터널                                        |                                                | 금산군 | 연장 418m               |                                         |
| 가선교                                            |                                                | 금산군 |                         |                                         |

- 2014년 이전 구간 : 제내교 - 평촌 교차로

### 충청북도
| 이름                                                                                            | 접속 노선                                                          | 소재지 | 소재지                                                                     | 비고                    |
| ----------------------------------------------------------------------------------------------- | ------------------------------------------------------------------ | ------ | -------------------------------------------------------------------------- | ----------------------- |
| 가선 교차로                                                                                     | 금강로                                                             | 영동군 | 양산면                                                                     |                         |
| 양산초등학교 가선분교(폐교) 호탄소교                                                            |                                                                    | 영동군 | 양산면                                                                     |                         |
| 모리삼거리                                                                                      | 지방도 제501호선 (갈기산로)                                        | 영동군 | 양산면                                                                     | 지방도 제501호선과 중복 |
| 호탄교삼거리                                                                                    | 지방도 제501호선 (천태산로)                                        | 영동군 | 양산면                                                                     | 지방도 제501호선과 중복 |
| 양산초등학교                                                                                    |                                                                    | 영동군 | 양산면                                                                     |                         |
| 가곡삼거리                                                                                      | 송호로                                                             | 영동군 | 양산면                                                                     |                         |
| 양산삼거리                                                                                      | 학산양산로                                                         | 영동군 | 양산면                                                                     |                         |
| 원당교                                                                                          |                                                                    | 영동군 | 양산면                                                                     |                         |
| 원당삼거리                                                                                      | 송호로                                                             | 영동군 | 양산면                                                                     |                         |
| 외마포교                                                                                        |                                                                    | 영동군 | 양산면                                                                     |                         |
|                                                                                                 | 양강면                                                             | 영동군 |                                                                            |                         |
| 외마포삼거리                                                                                    | 지방도 제505호선 (금강로)                                          | 영동군 | 지방도 제505호선과 중복                                                    |                         |
| 마포교                                                                                          |                                                                    | 영동군 | 지방도 제505호선과 중복                                                    |                         |
| 마포삼거리                                                                                      | 학산영동로                                                         | 영동군 | 지방도 제505호선과 중복                                                    |                         |
| 미봉교                                                                                          |                                                                    | 영동군 | 지방도 제505호선과 중복                                                    |                         |
| 묵정 교차로                                                                                     | 국도 제19호선 (영동로) 지방도 제505호선 (용화양강로) 학산영동로    | 영동군 | 지방도 제505호선과 중복 국도 제19호선과 중복                               |                         |
| 원동교                                                                                          |                                                                    | 영동군 | 지방도 제505호선과 중복 국도 제19호선과 중복                               |                         |
| 원동 교차로 (원동육교)                                                                          | 학산영동로                                                         | 영동군 | 국도 제19호선과 중복 경주 방면 진출 불가 서천 방면 진입 불가               |                         |
| 괴목교                                                                                          |                                                                    | 영동군 | 국도 제19호선과 중복                                                       |                         |
| 괴목 교차로 (괴목1교)                                                                           | 괴목산막로                                                         | 영동군 | 국도 제19호선과 중복                                                       |                         |
| 가동 교차로                                                                                     | 괴목로                                                             | 영동군 | 국도 제19호선과 중복 경주 방면 진입 불가 서천 방면 진출 불가               |                         |
| 영동교                                                                                          |                                                                    | 영동군 | 국도 제19호선과 중복                                                       |                         |
| 영동교                                                                                          | 영동읍                                                             | 영동군 | 국도 제19호선과 중복                                                       |                         |
| 양가동 교차로                                                                                   | 양정죽촌로                                                         | 영동군 | 국도 제19호선과 중복                                                       |                         |
| 영동 교차로                                                                                     | 국도 제4호선 (난계로)                                              | 영동군 | 국도 제19호선과 중복 미개통                                                |                         |
| 매천 교차로                                                                                     | 국도 제4호선 국도 제19호선 (난계로)                                | 영동군 | 국도 제19호선과 중복 국도 제4호선과 중복                                   |                         |
| 영동제3교                                                                                       |                                                                    | 영동군 | 국도 제4호선과 중복                                                        |                         |
| 영동제3교삼거리                                                                                 | 계산로2길                                                          | 영동군 | 국도 제4호선과 중복                                                        |                         |
| 영신중학교 영동군보건소 청주지방법원 영동지원 청주지방검찰청 영동지청 영동체육관 영동군민운동장 |                                                                    | 영동군 | 국도 제4호선과 중복                                                        |                         |
| 매천삼거리                                                                                      | 용두공원로                                                         | 영동군 | 국도 제4호선과 중복                                                        |                         |
| 영동소방서                                                                                      |                                                                    | 영동군 | 국도 제4호선과 중복                                                        |                         |
| 조심교                                                                                          | 산익길 새심2길                                                     | 영동군 | 국도 제4호선과 중복                                                        |                         |
| 회동교 주곡교                                                                                   |                                                                    | 영동군 | 국도 제4호선과 중복                                                        |                         |
| 주곡삼거리                                                                                      | 회동로                                                             | 영동군 | 국도 제4호선과 중복                                                        |                         |
| 신탄삼거리                                                                                      | 신탄로                                                             | 영동군 | 국도 제4호선과 중복                                                        | 황간면                  |
| 노근리 역사공원 개근교 영서교                                                                   |                                                                    | 영동군 | 국도 제4호선과 중복                                                        | 황간면                  |
| 황간 나들목 (황간삼거리)                                                                        | 1호선 경부고속도로                                                 | 영동군 | 국도 제4호선과 중복                                                        | 황간면                  |
| 마산삼거리                                                                                      | 에넥스로 하마산길                                                  | 영동군 | 국도 제4호선과 중복                                                        | 황간면                  |
| 옥포삼거리                                                                                      | 지방도 제901호선 (황간로)                                          | 영동군 | 국도 제4호선과 중복 지방도 제901호선과 중복                                | 황간면                  |
| 황간교삼거리                                                                                    | 국도 제4호선 국가지원지방도 제49호선 지방도 제901호선 (영동황간로) | 영동군 | 국도 제4호선과 중복 지방도 제901호선과 중복 국가지원지방도 제49호선과 중복 | 황간면                  |
| 황간교                                                                                          |                                                                    | 영동군 | 국가지원지방도 제49호선과 중복                                             | 황간면                  |
| 남성삼거리                                                                                      | 남성7길                                                            | 영동군 | 국가지원지방도 제49호선과 중복 지방도 제901호선과 연결                     | 황간면                  |
| 난곡교 난곡소교                                                                                 |                                                                    | 영동군 | 국가지원지방도 제49호선과 중복                                             | 황간면                  |
| 우매삼거리                                                                                      | 우매길                                                             | 영동군 | 국가지원지방도 제49호선과 중복                                             | 황간면                  |
| 우매교                                                                                          |                                                                    | 영동군 | 국가지원지방도 제49호선과 중복                                             | 황간면                  |
| 수봉재                                                                                          |                                                                    | 영동군 | 국가지원지방도 제49호선과 중복 해발 350m                                   | 황간면                  |

### 경상북도
| 이름                                                                  | 접속 노선                                               | 소재지                                                              | 소재지                                                               | 비고                                                              |
| --------------------------------------------------------------------- | ------------------------------------------------------- | ------------------------------------------------------------------- | -------------------------------------------------------------------- | ----------------------------------------------------------------- |
| 수봉재(오도치)                                                        |                                                         | 상주시                                                              | 모동면                                                               | 국가지원지방도 제49호선과 중복 해발 350m                          |
| 수봉교                                                                |                                                         | 상주시                                                              | 모동면                                                               | 국가지원지방도 제49호선과 중복                                    |
| 신천삼거리                                                            | 국가지원지방도 제49호선 (중화로)                        | 상주시                                                              | 모동면                                                               | 국가지원지방도 제49호선과 중복                                    |
| 상판교                                                                | 중모로                                                  | 상주시                                                              | 모동면                                                               |                                                                   |
| (우하리)                                                              | 효곡로                                                  | 상주시                                                              | 공성면                                                               |                                                                   |
| 큰재                                                                  |                                                         | 상주시                                                              | 공성면                                                               |                                                                   |
| 공성 교차로                                                           | 국도 제3호선 (경상대로)                                 | 상주시                                                              | 공성면                                                               |                                                                   |
| 용운교                                                                |                                                         | 상주시                                                              | 공성면                                                               |                                                                   |
| (옥산리)                                                              | 지방도 제997호선 (남상주로)                             | 상주시                                                              | 공성면                                                               | 지방도 제997호선과 중복                                           |
| (공서교 동단)                                                         | 지방도 제997호선 (석단로)                               | 상주시                                                              | 공성면                                                               | 지방도 제997호선과 중복                                           |
| (옥산초등학교입구)                                                    | 공성중앙로 신현3길                                      | 상주시                                                              | 공성면                                                               |                                                                   |
| 평천교                                                                |                                                         | 상주시                                                              | 공성면                                                               |                                                                   |
| 평천리                                                                | 남상주로                                                | 상주시                                                              | 공성면                                                               |                                                                   |
| 공성농공단지                                                          | 평천공단길                                              | 상주시                                                              | 공성면                                                               |                                                                   |
| 돌티                                                                  |                                                         | 상주시                                                              | 공성면                                                               |                                                                   |
|                                                                       | 구미시                                                  | 무을면                                                              |                                                                      |                                                                   |
| 무을초등학교 안곡분교(폐교) 송삼교 무을면 행정복지센터                | 구미시                                                  | 무을면                                                              |                                                                      |                                                                   |
| 원리삼거리                                                            | 구미시                                                  | 무을면                                                              | 지방도 제913호선 (삼원로)                                            |                                                                   |
| 무을초등학교 무곡분교(폐교)                                           | 구미시                                                  | 무을면                                                              |                                                                      |                                                                   |
| (이름 없음)                                                           | 구미시                                                  | 덕촌1길                                                             | 옥성면                                                               |                                                                   |
| 덕촌교                                                                | 구미시                                                  |                                                                     | 선산읍                                                               |                                                                   |
| 덕촌삼거리                                                            | 구미시                                                  | 지방도 제916호선 (선상서로)                                         | 선산읍                                                               | 지방도 제916호선과 중복                                           |
| 봉곡 교차로                                                           | 구미시                                                  | 대조오목길                                                          | 선산읍                                                               | 지방도 제916호선과 중복                                           |
| 선산 나들목 (죽장 교차로)                                             | 구미시                                                  | 45호선 중부내륙고속도로                                             | 선산읍                                                               | 지방도 제916호선과 중복                                           |
| 이문삼거리                                                            | 구미시                                                  | 선상서로14길                                                        | 선산읍                                                               | 지방도 제916호선과 중복                                           |
| 2호광장 교차로                                                        | 구미시                                                  | 국도 제59호선 (김선로)                                              | 선산읍                                                               | 국도 제59호선과 중복 지방도 제916호선과 중복                      |
| 1호광장 교차로                                                        | 구미시                                                  | 국도 제33호선 지방도 제916호선 (선산대로) 남문로                    | 선산읍                                                               | 국도 제59호선과 중복 지방도 제916호선과 중복 국도 제33호선과 중복 |
| 동부교                                                                | 구미시                                                  | 조남로 단계동길                                                     | 선산읍                                                               | 국도 제33, 59호선과 중복                                          |
| 선산터미널                                                            | 구미시                                                  |                                                                     | 선산읍                                                               | 국도 제33, 59호선과 중복                                          |
| 시내 교차로                                                           | 구미시                                                  | 선산중앙로 동화3길                                                  | 선산읍                                                               | 국도 제33, 59호선과 중복                                          |
| (신)교리삼거리                                                        | 구미시                                                  | 국도 제59호선 (선상동로)                                            | 선산읍                                                               | 국도 제33, 59호선과 중복                                          |
| 생곡 교차로                                                           | 구미시                                                  | 유학길                                                              | 선산읍                                                               | 국도 제33호선과 중복                                              |
| 생곡교                                                                | 구미시                                                  |                                                                     | 선산읍                                                               | 국도 제33호선과 중복                                              |
| 선산대교                                                              | 구미시                                                  |                                                                     | 선산읍                                                               | 국도 제33호선과 중복                                              |
|                                                                       | 구미시                                                  | 도개면                                                              |                                                                      | 국도 제33호선과 중복                                              |
| 도개 교차로                                                           | 구미시                                                  | 국도 제25호선 (낙동대로)                                            |                                                                      | 국도 제33호선과 중복                                              |
| 신림리                                                                | 구미시                                                  | 도군로 신림도개길                                                   |                                                                      |                                                                   |
| 땅재                                                                  | 구미시                                                  |                                                                     |                                                                      |                                                                   |
|                                                                       | 군위군                                                  | 소보면                                                              |                                                                      |                                                                   |
| 달산삼거리                                                            | 군위군                                                  | 소보면                                                              | 지방도 제923호선 (소보안계로)                                        | 지방도 제923호선과 중복                                           |
| 달산교                                                                | 군위군                                                  | 소보면                                                              |                                                                      | 지방도 제923호선과 중복                                           |
| 소보교                                                                | 군위군                                                  | 소보면                                                              | 지방도 제923호선 (송백로)                                            | 지방도 제923호선과 중복                                           |
| 알령 봉황교                                                           | 군위군                                                  | 소보면                                                              |                                                                      |                                                                   |
| 군위서부초등학교(폐교) 꽃담CC 대북교                                  | 군위군                                                  |                                                                     | 군위읍                                                               |                                                                   |
| (내량교 동단)                                                         | 군위군                                                  | 지방도 제927호선 (내량길)                                           | 군위읍                                                               | 지방도 제927호선과 중복                                           |
| 군위교                                                                | 군위군                                                  | 국도 제5호선 (경북대로) 지방도 제927호선 (도군로)                   | 군위읍                                                               | 지방도 제927호선과 중복 국도 제5호선과 중복                       |
| 동천교 좌정교                                                         | 군위군                                                  |                                                                     | 군위읍                                                               | 국도 제5호선과 중복                                               |
| (이름 없음)                                                           | 군위군                                                  | 대북길                                                              | 군위읍                                                               | 국도 제5호선과 중복                                               |
| 의성 나들목 (의성고가차도)                                            | 55호선 중앙고속도로                                     | 의성군                                                              | 봉양면                                                               | 국도 제5호선과 중복                                               |
| 도원삼거리                                                            | 농공마전길                                              | 의성군                                                              | 봉양면                                                               | 국도 제5호선과 중복                                               |
| (도원리)                                                              | 봉기길                                                  | 의성군                                                              | 봉양면                                                               | 국도 제5호선과 중복                                               |
| 도리원2교 화전2교                                                     |                                                         | 의성군                                                              | 봉양면                                                               | 국도 제5호선과 중복                                               |
| 봉양 교차로 (봉양고가교)                                              | 국도 제28호선 (서부로) 도리원3길                        | 의성군                                                              | 봉양면                                                               | 국도 제5, 28호선과 중복                                           |
| 봉양교                                                                |                                                         | 의성군                                                              | 봉양면                                                               | 국도 제5, 28호선과 중복                                           |
| 온천삼거리                                                            | 지방도 제927호선 (봉호로) 도리원2길                     | 의성군                                                              | 봉양면                                                               | 국도 제5, 28호선과 중복 지방도 제927호선과 중복                   |
| 의성소방서                                                            |                                                         | 의성군                                                              | 봉양면                                                               | 국도 제5, 28호선과 중복 지방도 제927호선과 중복                   |
| 구미삼거리                                                            | 지방도 제927호선 (조문로)                               | 의성군                                                              | 봉양면                                                               | 국도 제5, 28호선과 중복 지방도 제927호선과 중복                   |
| 의성군 농업기술센터                                                   |                                                         | 의성군                                                              | 봉양면                                                               | 국도 제5, 28호선과 중복                                           |
| 분토교                                                                |                                                         | 의성군                                                              | 봉양면                                                               | 국도 제5, 28호선과 중복                                           |
|                                                                       | 의성읍                                                  | 의성군                                                              |                                                                      | 국도 제5, 28호선과 중복                                           |
| 용연리                                                                | 국도 제5호선 국도 제28호선 (경북대로)                   | 의성군                                                              |                                                                      | 국도 제5, 28호선과 중복                                           |
| 비봉초등학교 (폐교)                                                   |                                                         | 의성군                                                              | 1차선 구간                                                           |                                                                   |
| 비봉삼거리                                                            | 국도 제28호선 (동부로)                                  | 의성군                                                              | 국도 제28호선과 중복                                                 |                                                                   |
| 비봉역                                                                |                                                         | 의성군                                                              | 국도 제28호선과 중복                                                 |                                                                   |
| 학미교                                                                | 지방도 제930호선 (공룡로)                               | 의성군                                                              | 금성면                                                               | 국도 제28호선과 중복 지방도 제930호선과 중복                      |
| 경덕왕릉                                                              |                                                         | 의성군                                                              | 금성면                                                               | 국도 제28호선과 중복 지방도 제930호선과 중복                      |
| 대리삼거리                                                            | 지방도 제927호선 (조문로)                               | 의성군                                                              | 금성면                                                               | 국도 제28호선과 중복 지방도 제927, 930호선과 중복                 |
| (이름 없음)                                                           | 탑리5길                                                 | 의성군                                                              | 금성면                                                               | 국도 제28호선과 중복 지방도 제927, 930호선과 중복 탑리역과 연결   |
| 대리리                                                                | 국도 제28호선 지방도 제927호선 지방도 제930호선 (동부로 | 의성군                                                              | 금성면                                                               | 국도 제28호선과 중복 지방도 제927, 930호선과 중복                 |
| 산운교                                                                |                                                         | 의성군                                                              | 금성면                                                               |                                                                   |
| 가음면사무소                                                          |                                                         | 의성군                                                              | 가음면                                                               |                                                                   |
| 가산리                                                                | 국가지원지방도 제79호선 (산성가음로)                    | 의성군                                                              | 가음면                                                               | 국가지원지방도 제79호선과 중복                                    |
| 양지리                                                                | 현리낙천길                                              | 의성군                                                              | 가음면                                                               | 국가지원지방도 제79호선과 중복                                    |
| 사미삼거리                                                            | 국가지원지방도 제79호선 (사미신감로)                    | 의성군                                                              | 가음면                                                               | 국가지원지방도 제79호선과 중복                                    |
| 사미교                                                                |                                                         | 의성군                                                              | 춘산면                                                               |                                                                   |
| 춘산면사무소 춘산초등학교 춘산중학교(폐교) 옥정교                     |                                                         | 의성군                                                              | 춘산면                                                               |                                                                   |
| (언지교 북단)                                                         | 금오길                                                  | 의성군                                                              | 춘산면                                                               |                                                                   |
| 화목재                                                                |                                                         | 의성군                                                              | 춘산면                                                               |                                                                   |
|                                                                       | 청송군                                                  | 현서면                                                              |                                                                      |                                                                   |
| 화목리                                                                | 청송군                                                  | 현서면                                                              | 지방도 제912호선 (의성사곡로)                                        |                                                                   |
| 구산사거리                                                            | 청송군                                                  | 현서면                                                              | 국도 제35호선 (청송로) 구산동로                                      | 국도 제35호선과 중복                                              |
| (현서보건지소입구)                                                    | 청송군                                                  | 현서면                                                              | 구산북로                                                             | 국도 제35호선과 중복                                              |
| 구산교                                                                | 청송군                                                  | 현서면                                                              |                                                                      | 국도 제35호선과 중복                                              |
| 덕계리                                                                | 청송군                                                  | 현서면                                                              | 지방도 제930호선                                                     | 국도 제35호선과 중복 지방도 제930호선과 중복                      |
| 덕계삼거리                                                            | 청송군                                                  | 현서면                                                              | 국도 제35호선 지방도 제930호선 (충효로)                              | 국도 제35호선과 중복 지방도 제930호선과 중복                      |
| 감은리                                                                | 청송군                                                  | 지방도 제908호선 (안현로)                                           | 안덕면                                                               | 지방도 제908호선과 중복                                           |
| 감은교                                                                | 청송군                                                  |                                                                     | 안덕면                                                               | 지방도 제908호선과 중복                                           |
| 명당리                                                                | 청송군                                                  | 지방도 제908호선 (성덕댐로) 명당1길                                 | 안덕면                                                               | 지방도 제908호선과 중복                                           |
| 안덕교 듬티고개                                                       | 청송군                                                  |                                                                     | 안덕면                                                               |                                                                   |
| 무거고개                                                              | 청송군                                                  |                                                                     | 안덕면                                                               |                                                                   |
|                                                                       | 청송군                                                  | 현동면                                                              |                                                                      |                                                                   |
| 창양교                                                                | 청송군                                                  |                                                                     |                                                                      |                                                                   |
| 현동면사무소                                                          | 청송군                                                  | 도평관길                                                            |                                                                      |                                                                   |
| 도평삼거리                                                            | 청송군                                                  | 국도 제31호선 (새마을로)                                            | 국도 제31호선과 중복                                                 |                                                                   |
| 도평초등학교                                                          | 청송군                                                  |                                                                     | 국도 제31호선과 중복                                                 |                                                                   |
| 현동중학교                                                            | 청송군                                                  | 지방도 제908호선 (안현로)                                           | 국도 제31호선과 중복 지방도 제908호선과 중복                         |                                                                   |
| 삼자현                                                                | 청송군                                                  |                                                                     | 국도 제31호선과 중복 지방도 제908호선과 중복                         |                                                                   |
|                                                                       | 청송군                                                  | 부남면                                                              | 국도 제31호선과 중복 지방도 제908호선과 중복                         |                                                                   |
| 대전 교차로                                                           | 청송군                                                  | 국도 제31호선 지방도 제908호선 (청송로) 지방도 제930호선 (백석탄로) | 국도 제31호선과 중복 지방도 제908호선과 중복 지방도 제930호선과 중복 |                                                                   |
| 청송자동차고등학교 부남중학교 (폐교)                                  | 청송군                                                  |                                                                     | 지방도 제930호선과 중복                                              |                                                                   |
| (솔마트)                                                              | 청송군                                                  | 대전로                                                              | 지방도 제930호선과 중복                                              |                                                                   |
| 대전교 대전초등학교(폐교) 홍원교 들개교 삼치교                        | 청송군                                                  |                                                                     | 지방도 제930호선과 중복                                              |                                                                   |
| 부남초등학교 구천중학교                                               | 청송군                                                  | 하속길                                                              | 지방도 제930호선과 중복                                              |                                                                   |
| 구천교                                                                | 청송군                                                  |                                                                     | 지방도 제930호선과 중복                                              |                                                                   |
| 구천삼거리                                                            | 청송군                                                  | 지방도 제930호선 (얼음골로)                                         | 지방도 제930호선과 중복                                              |                                                                   |
| 초천교 양숙교 중기교 부남초등학교 중기분교 (폐교) 통점교              | 청송군                                                  |                                                                     |                                                                      |                                                                   |
| 통점재                                                                | 청송군                                                  |                                                                     |                                                                      |                                                                   |
|                                                                       | 포항시                                                  | 북구 죽장면                                                         |                                                                      |                                                                   |
| (먹방골)                                                              | 포항시                                                  | 북구 죽장면                                                         | 국가지원지방도 제69호선 (죽장로)                                     | 국가지원지방도 제69호선과 중복                                    |
| 기계중학교 상옥분교장 죽장초등학교 상옥분교장 죽장면사무소 상옥출장소 | 포항시                                                  | 북구 죽장면                                                         |                                                                      | 국가지원지방도 제69호선과 중복                                    |
| 상옥복지회관                                                          | 포항시                                                  | 북구 죽장면                                                         | 국가지원지방도 제69호선 (죽장로)                                     | 국가지원지방도 제69호선과 중복                                    |
| 당평교                                                                | 포항시                                                  | 북구 죽장면                                                         |                                                                      |                                                                   |
| 상옥리                                                                | 포항시                                                  | 북구 죽장면                                                         | 수목원로                                                             |                                                                   |
| 배빗재 경상북도수목원                                                 | 포항시                                                  | 북구 죽장면                                                         |                                                                      |                                                                   |
| 유계교 청하초등학교 서정분교 (폐교)                                   | 포항시                                                  |                                                                     | 북구 청하면                                                          |                                                                   |
| 서정삼거리                                                            | 포항시                                                  | 지방도 제930호선 (비학로)                                           | 북구 청하면                                                          |                                                                   |
| 명안교                                                                | 포항시                                                  |                                                                     | 북구 청하면                                                          |                                                                   |
| 포항신광온천                                                          | 포항시                                                  |                                                                     | 북구 신광면                                                          |                                                                   |
| 만석삼거리                                                            | 포항시                                                  | 기반길                                                              | 북구 신광면                                                          |                                                                   |
| 만석교 안지교 신광교 갑을교 우각교                                    | 포항시                                                  |                                                                     | 북구 신광면                                                          |                                                                   |
| 달성네거리                                                            | 국도 제31호선 (새마을로)                                | 경주시                                                              | 강동면                                                               |                                                                   |
| 달성교                                                                |                                                         | 경주시                                                              | 강동면                                                               |                                                                   |
|                                                                       | 안강읍                                                  | 경주시                                                              |                                                                      |                                                                   |
| 노당교 안강북부초등학교 (폐교)                                        |                                                         | 경주시                                                              |                                                                      |                                                                   |
| 안강 나들목                                                           | 국도 제28호선 (호국로)                                  | 경주시                                                              | 국도 제28호선과 중복                                                 |                                                                   |
| 안강철도육교                                                          |                                                         | 경주시                                                              | 국도 제28호선과 중복                                                 |                                                                   |
| 안강 교차로                                                           | 국도 제28호선 (호국로) 안강중앙로                       | 경주시                                                              | 국도 제28호선과 중복                                                 |                                                                   |
| 칠평교 갑산육교                                                       |                                                         | 경주시                                                              |                                                                      |                                                                   |
| 갑산 교차로                                                           | 안현로                                                  | 경주시                                                              |                                                                      |                                                                   |
| 갑산과선교 대동1교 대동과선교                                         |                                                         | 경주시                                                              |                                                                      |                                                                   |
| 대동 교차로                                                           | 안현로                                                  | 경주시                                                              |                                                                      |                                                                   |
| 천북교                                                                |                                                         | 경주시                                                              |                                                                      |                                                                   |
| 모아 교차로                                                           | 안현로                                                  | 경주시                                                              | 천북면                                                               |                                                                   |
| 청령 교차로                                                           | 안현로                                                  | 경주시                                                              | 안강읍                                                               |                                                                   |
| 청령교                                                                |                                                         | 경주시                                                              | 안강읍                                                               |                                                                   |
| 라원과선교                                                            |                                                         | 경주시                                                              | 현곡면                                                               |                                                                   |
| 나원 교차로                                                           | 나원길                                                  | 경주시                                                              | 현곡면                                                               |                                                                   |
| 지초교 오류교                                                         |                                                         | 경주시                                                              | 현곡면                                                               |                                                                   |
| 금장 교차로                                                           | 지방도 제904호선 (용담로)                               | 경주시                                                              | 현곡면                                                               |                                                                   |
| 서경주역                                                              |                                                         | 경주시                                                              | 현곡면                                                               |                                                                   |
| 금장사거리                                                            | 안현로 금장2길                                          | 경주시                                                              | 현곡면                                                               |                                                                   |
| 금장교                                                                |                                                         | 경주시                                                              | 현곡면                                                               |                                                                   |
|                                                                       | 황성동                                                  | 경주시                                                              |                                                                      |                                                                   |
| 계림고등학교                                                          |                                                         | 경주시                                                              |                                                                      |                                                                   |
| 계림중네거리                                                          | 황성로                                                  | 경주시                                                              |                                                                      |                                                                   |
| 경주실내체육관 경주시민운동장 계림중학교                              |                                                         | 경주시                                                              |                                                                      |                                                                   |
| 황성지하도네거리                                                      | 국도 제7호선 (원화로)                                   | 경주시                                                              | 용강동                                                               | 종점                                                              |

## 도로명
충청남도
- 서천군 장항읍 장암리 ~ 화양면 옥포사거리 : 장산로
- 서천군 화양면 옥포사거리 ~ 옥포리 : 옥포길
- 서천군 화양면 옥포리 : 화한로
- 부여군 양화면 시음1리 ~ 시음2리 : 양화서로
- 부여군 양화면 시음3리 ~ 양화초등학교 교차로 : 양화동로
- 부여군 양화면 양화초등학교 교차로 ~ 임천면 만사삼거리 : 충절로
- 부여군 임천면 만사삼거리 ~ 논산시 강경읍 (회전교차로) : 부흥로
- 논산시 강경읍 (회전교차로) ~ 망성도정공장 : 계백로

전북특별자치도
- 익산시 망성면 신작리 ~ 망성 교차로 : 익산대로
- 익산시 망성면 망성 교차로 ~ 신작 교차로 : 강경 ~ 연무간 도로 (도로명 없음)

충청남도
- 논산시 강경읍 채운리 ~ 채운면 평촌 교차로 : 강경 ~ 연무간 도로 (도로명 없음)
- 논산시 채운면 평촌 교차로 ~ 가야곡면 노래골삼거리 : 동안로
- 논산시 가야곡면 노래골삼거리 ~ 육곡삼거리 : 매죽헌로
- 논산시 가야곡면 육곡삼거리 ~ 양촌면 신흥삼거리 : 덕은로
- 논산시 양촌면 신흥삼거리 ~ (웅천교 북단) : 황산벌로
- 논산시 양촌면 (웅천교 북단) ~ 벌곡면 한덕삼거리 : 대둔로
- 논산시 벌곡면 한덕삼거리 ~ 도산리 : 수락로
- 금산군 진산면 행정리 ~ 진산삼거리 : 태고산로
- 금산군 진산면 진산삼거리 ~ 읍내삼거리 : 대둔산로
- 금산군 진산면 읍내삼거리 ~ 진산파출소 : 읍내로
- 금산군 진산면 진산파출소 ~ 방축삼거리 : 대둔산로
- 금산군 진산면 방축삼거리 ~ 금산읍 (주공2단지) : 진산로
- 금산군 금산읍 (주공2단지) ~ 금산우체국 : 오리정로
- 금산군 금산읍 금산우체국 ~ 제원면 명암삼거리 : 인삼로
- 금산군 제원면 명암삼거리 ~ 천내리 : 금강로

충청북도
- 영동군 양산면 가선리 ~ 양강면 외마포삼거리 : 금강로
- 영동군 양강면 외마포삼거리 ~ 마포삼거리 : 마포로
- 영동군 양강면 마포삼거리 ~ 묵정 교차로 : 학산영동로
- 영동군 양강면 묵정 교차로 ~ 영동읍 영동 교차로 : 영동로
- 영동군 영동읍 영동 교차로 ~ 매천 교차로 : 난계로
- 영동군 영동읍 매천 교차로 ~ 황간면 황간교삼거리 : 영동황간로
- 영동군 황간면 황간교삼거리 ~ 수봉재 : 황간동로

경상북도
- 상주시 모동면 수봉재 ~ 신천삼거리 : 중화로
- 상주시 모동면 신천삼거리 ~ 상판교 : 중모로
- 상주시 모동면 상판교 ~ 공성면 옥산리 : 웅산로
- 상주시 공성면 옥산리 ~ 평천리 : 남상주로
- 상주시 공성면 평천리 ~ 구미시 선산읍 덕촌삼거리 : 상무로
- 구미시 선산읍 덕촌삼거리 ~ 1호광장 : 선상서로
- 구미시 선산읍 1호광장 ~ 도개면 신림리 : 선산대로

경상북도-대구광역시-경상북도
- 구미시 도개면 신림리 ~ 군위군 군위읍 군위교 : 도군로
- 군위군 군위읍 군위교 ~ 의성군 의성읍 용연리 : 경북대로

경상북도
- 의성군 의성읍 용연리 ~ 비봉삼거리 : 비봉길
- 의성군 의성읍 비봉삼거리 ~ 금성면 대리리 : 동부로
- 의성군 금성면 대리리 ~ 청송군 현서면 구산사거리 : 금성현서로
- 청송군 현서면 구산사거리 ~ 부남면 대전 교차로 : 청송로
- 청송군 부남면 대전 교차로 ~ (솔마트) : 대전로
- 청송군 부남면 (솔마트) ~ 포항시 북구 죽장면 (먹방골) : 부남로
- 포항시 북구 죽장면 (먹방골) ~ 상옥복지회관 : 죽장로
- 포항시 북구 죽장면 상옥복지회관 ~ 상옥리 : 수목원로79번길
- 포항시 북구 죽장면 상옥리 ~ 청하면 서정삼거리 : 수목원로
- 포항시 북구 청하면 서정삼거리 ~ 경주시 강동면 달성네거리 : 비학로
- 경주시 강동면 달성네거리 ~ 안강읍 안강 나들목 : 안현로
- 경주시 안강읍 안강 나들목 ~ 안강 교차로 : 호국로
- 경주시 안강읍 안강 교차로 ~ 현곡면 금장 교차로 : 형산로
- 경주시 현곡면 금장 교차로 ~ 용강동 황성지하도네거리 : 용담로